# Terraforming Mars

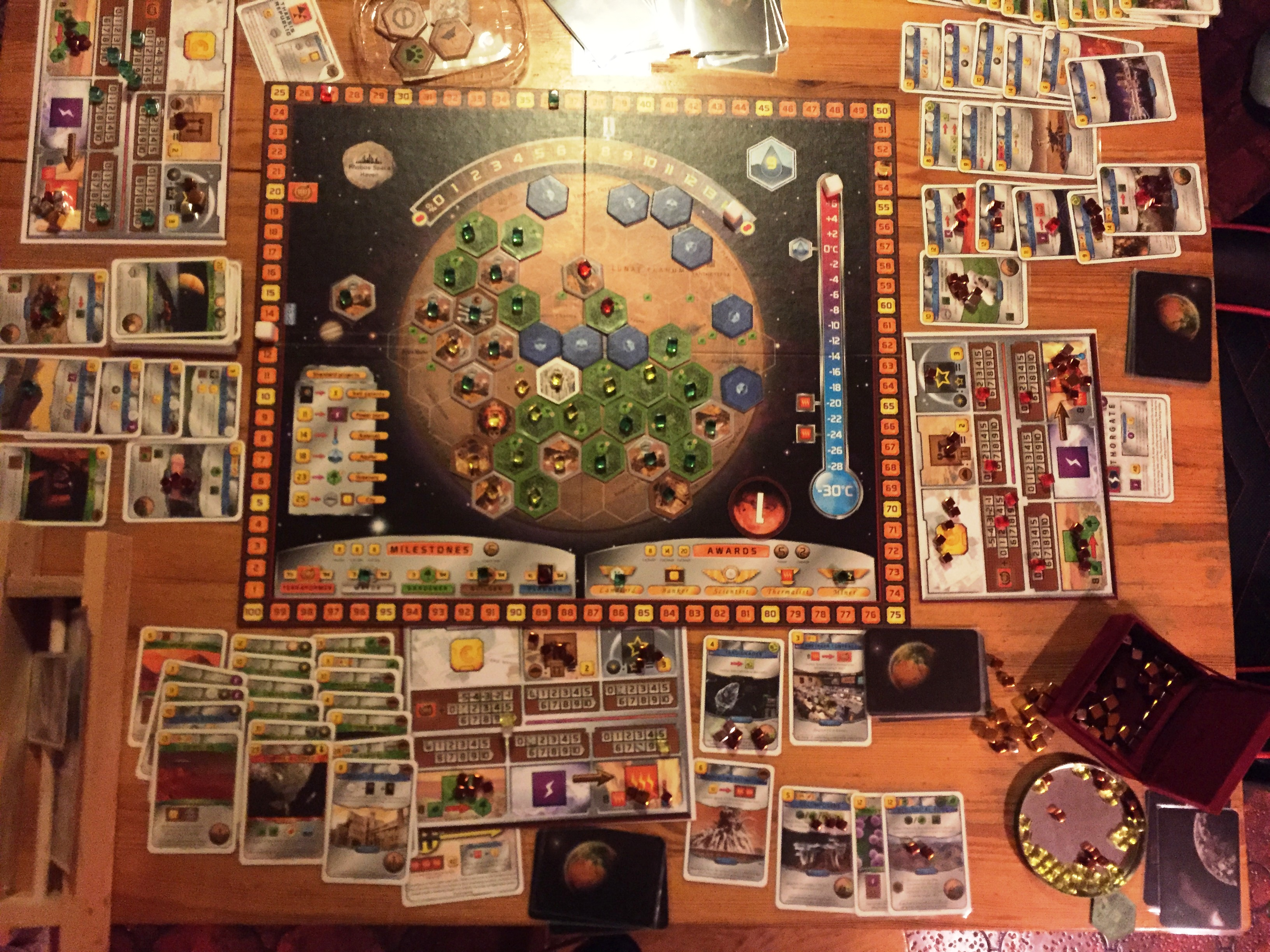
Terraforming Mars vid slutet av en spelomgång.

Terraforming Mars är ett brädspel som gavs ut på av det svenska familjeföretaget FryxGames 2016. Spelet är ett resurshanteringsspel för 1–5 spelare och rekommenderas från 12 år.

## Spelet

### Bakgrundshistoria
På 2400-talet börjar mänskligheten försöka göra planeten Mars beboelig. Världssamfundet på jorden stöttar olika företag och organisationer i enorma projekt för att höja temperaturen, öka syrehalten i luften och täcka vattenbehovet genom att skapa stora havsområden. Dessa företag och organisationer verkar tillsammans med varandra för att uppnå en miljö beboelig för människor samtidigt som de konkurrerar och försöker växa för att därigenom bli den starkaste parten.

### Spelupplägg
Spelarna, eller spelaren, representerar företag och organisationer som har till uppgift att göra planeten Mars beboelig. Målet är att tillsammans uppnå specifika nivåer av syre, vatten och temperatur på planeten och samtidigt att som enskild spelare skaffa sig flest möjliga vinstpoäng. Vinstpoäng kan fås genom att spelaren bidrar till att öka nivåerna på dessa tre globala parametrar men också genom att på andra sätt utveckla den mänskliga verksamheten på Mars och infrastrukturen i solsystemet.
Projektkorten
Spelaren tillägnar sig unika projektkort genom att köpa dem. Valutan i Terraforming Mars är "megacredits", MC. Korten kostar alltid samma summa att köpa (tre MC) men har sedan en kostnad för att spelas ut som varierar mellan 0 och 41 MC. Projekten på korten kan vara av väldigt olika slag såsom att plantera växter, introducera djurhållning, starta gruvor, bygga upp energiindustri eller bygga städer. Vissa kort ger en direkt bonus medan andra hjälper spelaren att öka sin framtida produktion av resurser, eller innebär en kombination av båda. Många kort har specifika krav för att de ska få spelas, såsom att en viss nivå av syre har uppnåtts eller en viss temperatur. 

Inkomst och resurser
Spelaren har en basinkomst som beror på vilken "Terraform Rating" (TR) denne har uppnått och som erhålls efter varje "generation" (spelrunda). Spelarens TR stiger när denne bidrar till ökningen av de tre globala parametrarna men kan också ske på andra sätt via korten. Inkomsten kompletteras också med produktionen av resurser vilka spelaren själv håller koll på via sina respektive spelarbräden. De sex resurser som förekommer är pengar (MC), stål, titan, växter, energi och värme. På den gemensamma spelplanen gäller det att på bästa sätt placera sina brickor för städer, grönområden och vatten, för att i slutsammanräkningen få flest vinstpoäng. Vinstpoäng ges också för vissa Milstolpar och andra Utmärkelser som kan nås under spelets gång.
En generation (spelrunda) innehåller fyra faser
1. Turordningsfas: Förstaspelarmarkören flyttas ett steg medurs
2. Forskningsfas; varje spelare drar fyra kort och väljer att köpa 0-4 av dessa
3. Handlingsfas; spelarna turas om att utföra 1-2 aktioner såsom att spela ut ett kort, öka temperaturen, skapa ett grönområde och öka syrehalten eller utföra en aktion som anges på ett kort som redan är i spel. Denna fas fortsätter, ibland flera varv runt bordet tills alla spelarna har sagt pass.
4. Produktionsfas; spelarna får de pengar och andra resurser som nivån på deras spelbräde anger.[2]

Avslutning
När de tre globala parametrarna syre, temperatur och vatten har nått sina mål avslutas spelet. Spelarnas "Terraform Rating" (TR) och andra vinstpoäng sammanräknas och vinnaren utses.

## Utmärkelser
Terraforming Mars har vunnit flera utmärkelser, bland annat Cardboard Republic Architect Laurel 2016, Deutscher Spiele Preis Best Family/Adult Game 2017 samt As d'Or - Jeu de l'Année Expert och Guldbrikken Best Expert Game 2018. Spelet har också varit nominerat till ytterligare internationella priser.

## Expansioner

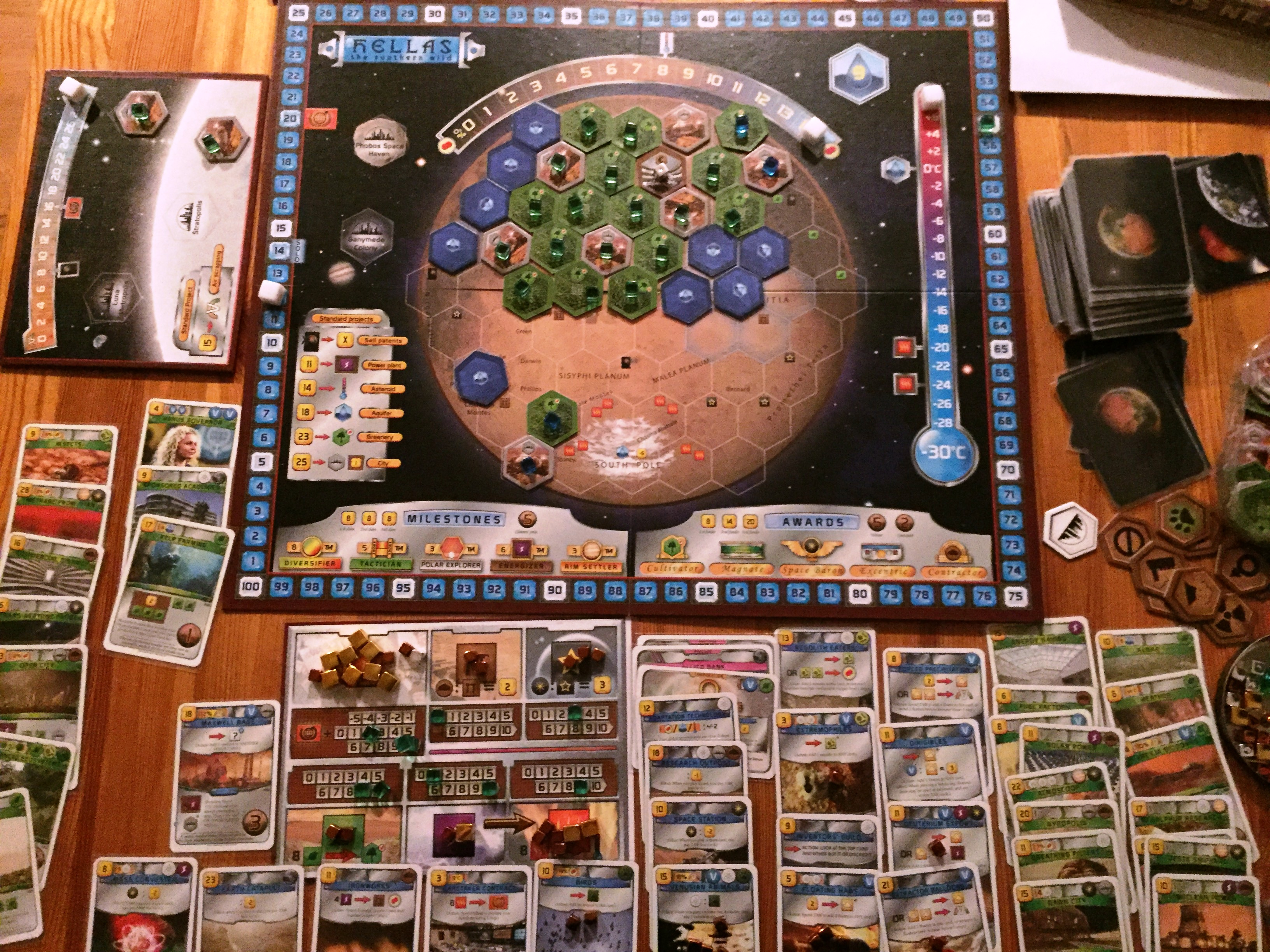
Ett avslutat soloparti av Terraforming Mars med expansionerna Hellas, Venus Next och Prelude.

### Hellas & Elysium
Den första expansionen till Terraforming Mars är Hellas & Elysium med underrubriken Exploring the other side of Mars. Expansionen släpptes 2017 och innehåller två nya spelplaner som kan användas istället för den ursprungliga spelplanen. Hellas visar en karta över Mars sydpol och planetens södra delar upp till ekvatorn. Kartan överlappar delvis originalkartan då vissa regioner är gemensamma. Några av brickorna som har specialfunktioner i original får nu placeras utan restriktioner medan spelaren med denna spelplan har möjlighet att få särskilda bonusar av värme och vatten som inte finns på originalet.
Elisium visar en karta över "baksidan" på Mars i jämförelse med originalkartan och viss överlappning finns. Även här får vissa specialbrickor ändrade eller borttagna restriktioner men i övrigt spelas planen på samma sätt som originalet. Båda kartorna i expansionen har var för sig nya Milestones och Awards. Jacob Fryxelius är expansionens designer tillsammans med grafisk designer Isaac Fryxelius. 

### Venus Next
Expansionen Venus Next släpptes också den 2017. Här ska även planeten Venus göras beboelig för människan.
Bakgrundshistorien lyder så att när människan arbetat några generationer med att göra Mars beboelig initierar Världsregeringen på Jorden arbetet med att även planeten Venus ska bli mer människovänlig. Ett projekt som beräknas ta tusentals år.
Venus Next har en egen mindre spelplan som placeras tillsammans med originalplanen eller någon av Hellas och Elysium. Denna innehåller en ny global parameter Venus scale som ska klaras av innan spelet kan avslutas. Dessutom innehåller expansionen nya projektkort, nya företagskort och två nya Milestones. Nytt är också att spelarna efter en generation är avslutad får hjälp av Världregeringen att höja en valbar global parameter, The Solar Phase..

### Prelude
Prelude från 2018 är en expansion som kickstartar grundspelet så att spelet kommer igång snabbare. Detta genom de så kallade "Prelude" korten, av vilka varje spelare blir tilldelad 4 och väljer 2 av dessa vid spelets start. Dessa kort har bonusar av olika slag, tex. ökad Titanium produktion eller fler kort från start.  Detta gör också valet av Corporation mer intressant, då denna ska passa väl in med de Preludekort man väljer. 

### Colonies
Den fjärde expansionen kom också 2018 och heter Colonies. Här kan spelaren skaffa mer resurser genom att kolonisera och utvinna resurser från olika månar och småplaneter i solsystemet.

### Turmoil
Turmoil är den senaste expansionen till Terraforming Mars. I denna expansion finns utöver nya företag och nya projekt även så kallade Global Events som inte påverkar bara den enskilda spelaren utan också hela spelomgången.
Alla expansionerna kan var för sig eller i kombination spelas tillsammans med grundspelet.